# Jesse Perry
Jesse Lee Perry (St. Louis, 1º novembre 1989) è un ex cestista statunitense.

## Carriera
Da liceale gioca per i Jaguars della Gateway Tech High School e per i Volunteers della John A. Logan College, per poi essere successivamente reclutato dall'Università dell'Arizona.
Esordisce come professionista con gli Hoops nella Lebanese Basketball League, trasferendosi successivamente in Lituania (Krepšinio klubas Šiauliai) e Finlandia (Kobrat/LaKoPo) gareggiando sempre nella massima lega nazionale.
Nel 2014 si trasferisce in Italia per giocare in Serie A2 Silver con la Costa Imola e, dopo una parentesi in Giappone con gli Aomori Wat's in Bj league, con il Treviso sempre in Serie A2.
Nel luglio del 2017 firma con la Pallacanestro Trapani militante in Serie A2. Il 22 gennaio 2019 firma per la squadra finlandese dell'Ura Basket di Kaarina, neopromossa in Korisliiga.